# Grygov (stacja kolejowa)
Grygov – stacja kolejowa (do 1899 r. przystanek i ładownia) w Grygovie, w kraju ołomunieckim, w Czechach przy ulicy K Nádraží 122. Znajduje się na wysokości 210 m n.p.m. i leży na linii kolejowej nr 270.